# Fineldo
Fineldo S.r.l. è una holding italiana con sede a Roma a cui fanno capo le attività della famiglia dell'imprenditore Vittorio Merloni, suo fondatore.

## Storia
Fineldo è stata costituita nel 1987 a Fabriano, in provincia di Ancona, come società per azioni nell'ambito della scissione in due nuove società operata dalla Merloni Finanziaria S.p.A., finanziaria della famiglia Merloni che controllava le aziende Merloni Elettrodomestici, Merloni Termosanitari e Merloni Progetti. Azionista di riferimento e presidente è Vittorio Merloni con il 62,5%, le altre quote azionarie sono possedute dalla sorella Ester e dal fratello Francesco, rispettivamente con il 26,7% e il 10,8%. Alla Fineldo viene trasferito il 51% della Merloni Elettrodomestici, quotata alla Borsa di Milano, di cui è azionista di maggioranza. Tale quota di partecipazione verrà successivamente ridotta fino al 42,75% del 2014, con l'azienda divenuta nal 2005 Indesit Company, rimanendone però l'azionista di riferimento e quello di controllo. Altra società che passa sotto il controllo di Fineldo è la Merloni Progetti.
Negli anni seguenti la holding attua un piano di diversificazione degli investimenti, ed entra nel settore dell'entertainment, in quello dei servizi finanziari e nel mercato libero dell'energia elettrica. Nel 1995, Fineldo acquista la Benelli di Pesaro, costruttrice di motociclette e scooter, poi rivenduta nel 2005 alla multinazionale cinese Qianjiang Group.
Nel 1999, Fineldo, assieme ad un management guidato da Aldo Hugo Sallustro, rileva la casa editrice Panini di Modena, che all'epoca era controllata dalla statunitense Marvel. Nello stesso anno, in seguito alla liberalizzazione del mercato energetico in Italia, attraverso Fineldo i Merloni creano la MPE Energia S.p.A., con sede a Milano, per la produzione e la commercializzazione di energia elettrica.
Nel 2000, assieme alla Tosinvest ed alla Faber Factor, acquisisce dall'IRI il controllo della società finanziaria pubblica Cofiri, in cui ha una quota di partecipazione del 30%. Tre anni più tardi, nel 2003, Cofiri verrà ceduta a Capitalia.
Nel 2002, attraverso una finanziaria lussemburghese, rileva il 25% della SEI S.p.A. di Ozzano dell'Emilia, produttrice dei televisori Sinudyne, che verrà liquidata nel 2006.
Nel 2004, Fineldo fa ingresso nell'azionariato di Mediobanca, con una quota dello 0,25%. Nell'anno medesimo, la società di consulenza Busacca & Associati di Milano, pubblica una classifica delle 20 imprese italiane più competitive, in cui figura anche Fineldo in nona posizione. Rileva, inoltre, dalla controllata Merloni Elettrodomestici il 40% di Faber Factor, società di factoring della famiglia marchigiana.
Nel 2005, la holding fa ingresso nell'azionariato di Capitalia con una quota dello 0,4%.
Nel 2008, Fineldo cede la controllata MPE Energia alla tedesca E.ON. A questa, seguiranno altre dismissioni, quali la cessione della Indesit Company nel 2014 alla statunitense Whirlpool Corporation, l'uscita dall'azionariato di Panini e della Ariston Thermo Group nel 2016, e la cessione di Progetti International (già Merloni Progetti) alla Enertronica Santerno nel 2020.

## Informazioni e dati
Fineldo S.r.l., holding finanziaria con sede a Roma, ha come azionista di riferimento la vedova di Vittorio Merloni (scomparso nel 2016), con il 71,3%, e il rimanente 28,6% delle quote sono possedute dai suoi figli.
Controlla 14 società riconducibili ai membri della famiglia, perlopiù nel settore immobiliare, e vanta partecipazioni finanziarie in Mediobanca, UniCredit, Gas Plus, e quote in fondi di private equity (come Mid Industry e Trilantic).
Nel 2014, ha realizzato un fatturato di 2 miliardi di euro, ed un utile netto di 42,7 milioni.